# Třída Mizuho
Třída Mizuho je třída oceánských hlídkových lodí japonské pobřežní stráže. Celkem byly postaveny dvě jednotky této třídy.

## Stavba
Celkem byly v letech 1984–1988 postaveny dvě jednotky této třídy. První postavila loděnice Mitsubishi Heavy Industries v Nagasaki a druhou loděnice NKK v Curumi.
Jednotky třídy Mizuho:
| Jméno           | Založení kýlu  | Spuštěna       | Vstup do služby  | Status                                              |
| --------------- | -------------- | -------------- | ---------------- | --------------------------------------------------- |
| Fusó (PLH-21)   | 27. srpna 1984 | 5. června 1985 | 19. března 1986  | vyřazena 15. března 2024, původní název jako Mizuho |
| Jašima (PLH-22) | 3. srpna 1987  | 20. ledna 1988 | 1. prosince 1988 | aktivní                                             |

## Konstrukce

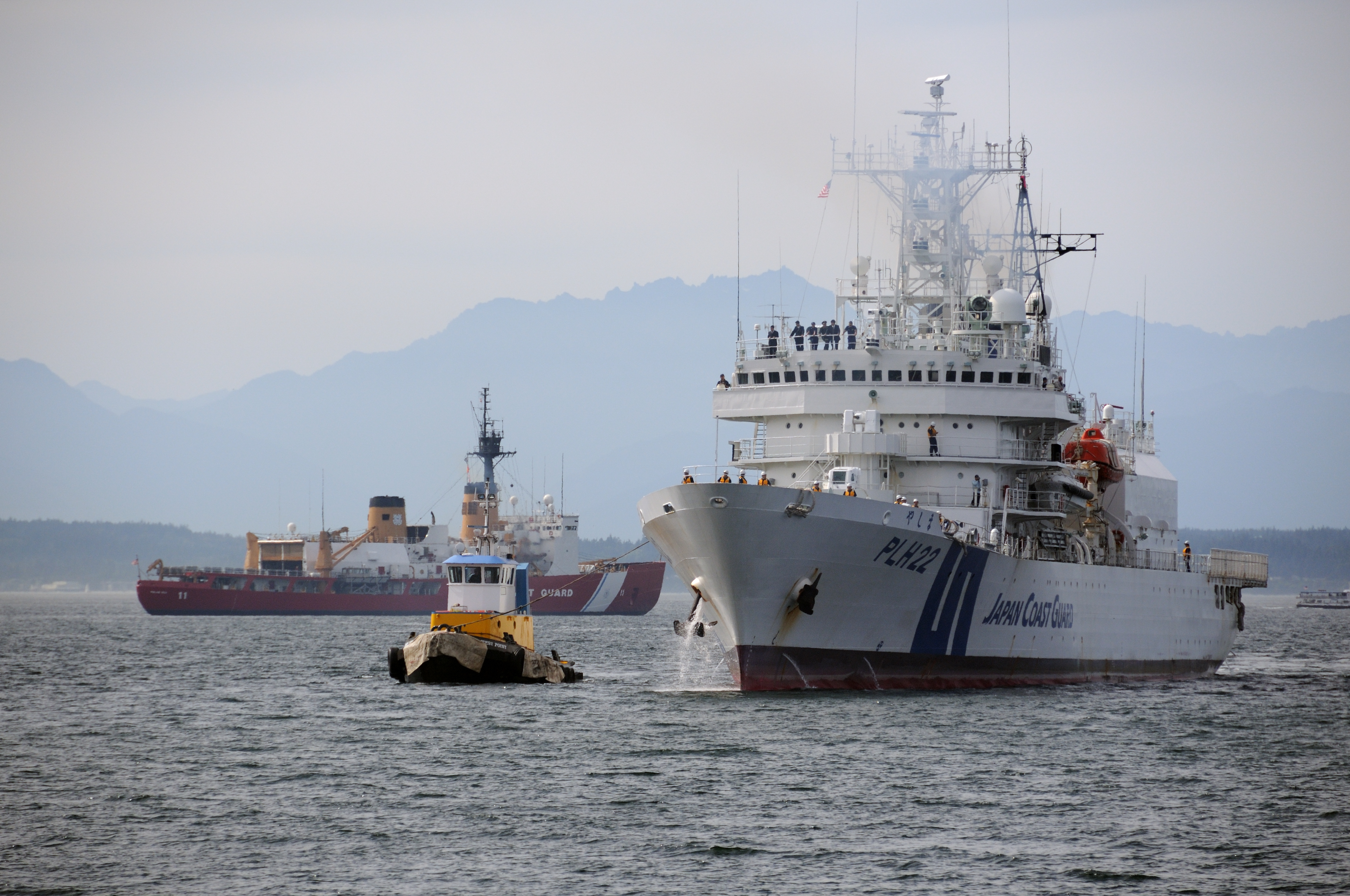
Jašima (PLH-22)

Plavidla jsou vybavena dvěma radary JMA 3000 a jedním JMA 8303. Výzbroj tvoří jeden 35mm kanón typu 87 a jeden rotační 20mm kanón JM-61-MB Sea Vulcan. Na zádi se nachází přistávací plocha a hangár pro dva vrtulníky Bell 212. Pohonný systém tvoří dva diesely SEMT-Pielstick 14PC2-5V400, každý o výkonu 9100 hp, pohánějící dva lodní šrouby se stavitelnými lopatkami. Nejvyšší rychlost dosahuje 23 uzlů. Dosah je 8500 námořních mil při 22 uzlech.